# تشاسكيل (فلم)
تشاسكيل (بالإنجليزية: Chaskele) هو فيلم غاني صدر عام 2018 من إخراج وكتابة كورنيوس فانتوماس المعروف أيضًا باسم كوبي رانا.

## طاقم التمثيل
هذه قائمةٌ بأبرز الممثلين والممثلات الذين شاركوا في تصوير الفيلم:
- فيلا مكافوي
- ليوين
- كالسوم سيناري
- ريتشموند كزافييه أمواكو
- برنارد نياركو
- إيان وردى